# Carl Richardsen
Carl Richardsen (* 12. Dezember 1896 in Süderholz/Schwesing; † 15. Mai 1977 in Husum) war ein deutscher Politiker (CDU).

## Werdegang
Richardsen war von Beruf Landwirt. Im Ersten Weltkrieg schwer verwundet, gehörte er 1946 dem ersten ernannten Landtag von Schleswig-Holstein an und saß dort im Landesplanungsausschuss. Er war zudem von 1946 bis 1951 Bürgermeister seiner Heimatgemeinde Schwesing und bemühte sich in dieser Funktion besonders um die Betreuung Kriegsvertriebener. Zwischen 1946 und 1970 war er Vorsitzender des Landwirtschaftlichen Beratungsrings Husum Mitte. Er ist der Großvater des österreichischen Pianisten Philipp Richardsen.